# Verdes

Verdes este o comună în departamentul Loir-et-Cher, Franța. În 1 ianuarie 2018 avea o populație de 436 de locuitori.